# Clase Téméraire
La clase Téméraire (del francés: Temerario) fue una serie de navíos de línea de 74 cañones mandados construir entre 1782 y 1813 para la Marina Nacional de Francia y las armadas conjuntas de los territorios ocupados por Francia. A pesar de que la construcción de unos pocos buques fue cancelada, la clase Téméraire sigue siendo el tipo de buque del que más unidades se han construido en la historia, 107 en total.
La clase fue diseñada por Jacques-Noël Sané como parte del programa para la expansión de la flota francesa iniciado por Jean-Charles de Borda. 
El diseño gustaba especialmente a los británicos que hacían todo lo posible por capturar sus barcos llegando incluso a copiar el diseño en sus clases Pompée y América.

## Características
Los barcos de la clase Téméraire, comparados con sus contemporáneos de la misma categoría, eran ligeramente más grandes (más de 55 metros de eslora) pero su diseño le confería una excelente relación velocidad-maniobrabnilidad resultando, por un lado, casi tan ágil como una fragata y por el otro, por su configuración y organización de las baterías, capaz de una abrumadora potencia de fuego.
Por otra parte, sus especiales características de construcción aportaron otra ventaja y fue un nuevo sistema de producción en serie, revolucionario para su época, lo que suponía una sustancial reducción en tiempo y costes de fabricación, así también como en las posteriores labores de mantenimiento y reparación al estandarizarse su producción y componentes.

### Armamento
La configuración más habitual era:
- 28 cañones de a 36 libras (franceses) o 32 libras (Británicos) en la cubierta inferior.
- 30 cañones de a 18 libras (unas pocas naves 24 libras) en la cubierta principal.
- 16 cañones de 8 libras y 4 carronadas de 36 libras en el alcázar y castillo de proa.

El peso total de una andanada doble (por ambas bordas) era de 1.820 libras en bolas de hierro fundido. 

### Velamen

Los Téméraire eran barcos de tres palos (trinquete, mayor y mesana) que aparejaban velas cuadradas a tres alturas. En la proa, el bauprés, contaba con tres foques y vela cebadera. Además, en las velas principales, podían desplegarse velas de alas cuando las condiciones lo permitían.
La superficie en velas era de 2.485 m² y su velocidad máxima era aproximadamente 11 nudos.

### Dotación
Según la reglamentación de 1 de enero de 1786, la dotación teórica de un buque Téméraire en tiempo de guerra la formaban 705 hombres (405 en tiempo de paz) y estaba compuesta por: 12 oficiales, 7 guardiamarinas, 55 suboficiales, 42 artilleros navales, 6 timoneles, 404 marineros, 100 soldados (infantería de tierra o naval indistintamente), 50 grumetes, 13 eventuales y 13 mozos. 
En tiempos de la Primera República Francesa y el Primer Imperio francés la dotación se aumentó a 706 hombres (562 en tiempo de paz) pasando a tener 13 oficiales (1 capitán de navío, 1 capitán de fragata, 4 tenientes y 7 alféreces)

## Variantes del diseño clásico
Aunque todos los navíos franceses de 74 cañones desde mediados de 1780 hasta cerca de las Guerras Napoleónicas se construyeron sobre el diseño del Téméraire, hubo varias variantes del diseño básico que Sané desarrolló sobre la misma forma del casco.

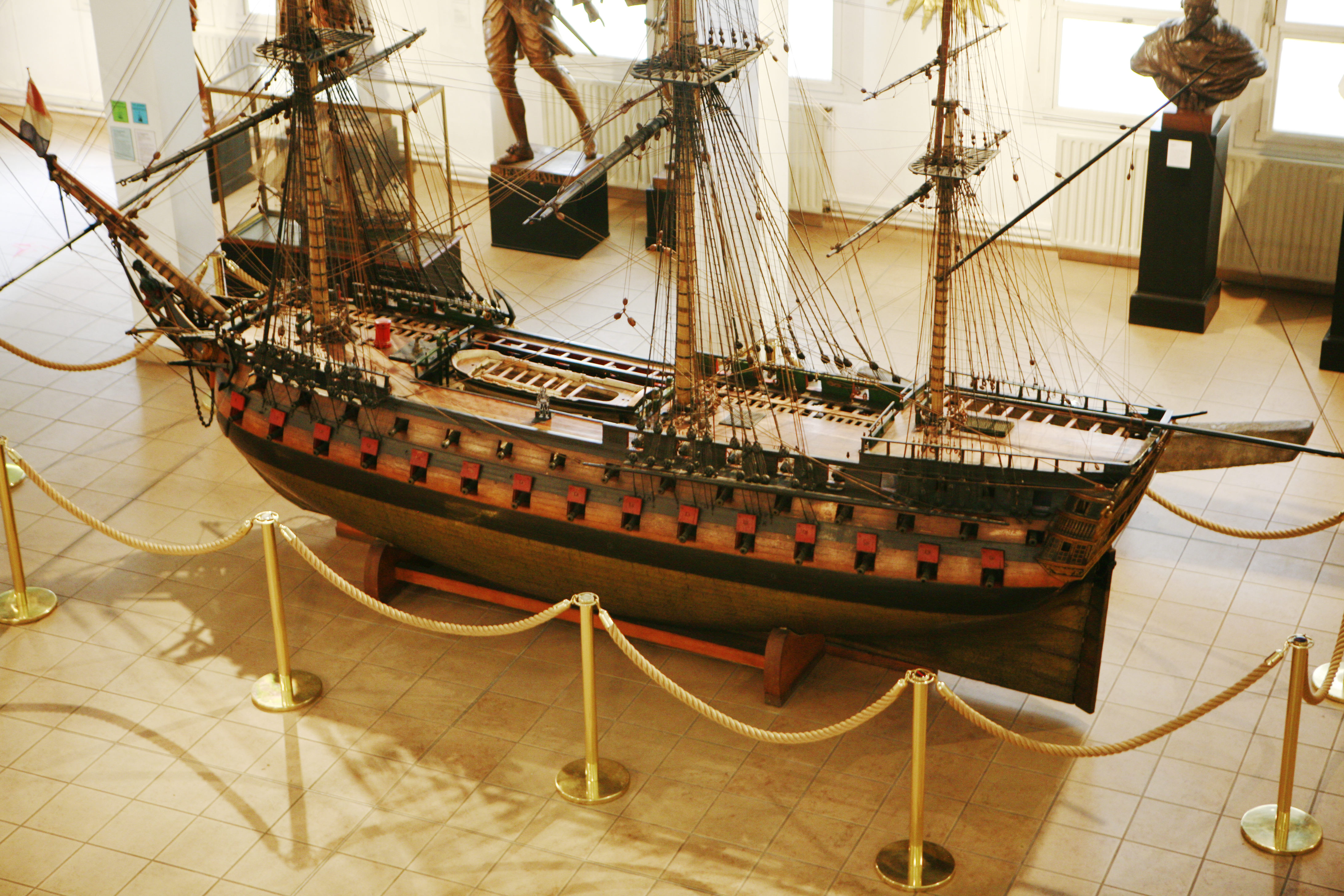
Modelo a escala del navío clase Téméraire,.

Las diferentes sub-clases del Téméraire fueron:
- Téméraire (18 barcos)
- Duquesne (46 barcos)
- Danube (26 barcos)
- Cassard (variante grande - 2 barcos): Eran 2 pies (61 cm) más largos y medio pie (15 cm) más anchos que el modelo estándar con la intención de llevar cañones de a 24 libras en la cubierta principal en vez de los de a 18.
- Suffren (variante corta - 2 barcos): La eslora de este modelo fue reducida en 65 cm. Se plantearon 3 naves pero solo se llegaron a construir 2 por su escaso éxito.
- Pluton (variante pequeña - 25 barcos): Conocidos oficialmente como petit modèle, estos buques se diseñaron para ser construidos en astilleros de aguas poco profundas y normalmente situados en territorios extranjeros bajo domino francés. El modelo medía 54,12 m en la línea de flotación, 57,40 m de cubierta y 14,28 m la moldura del casco. El calado era casi 23 cm menos que el modelo normal.